# Амос Кіпруто
Амос Кіпруто (англ. Amos Kipruto, нар. 16 вересня 1992) — кенійський легкоатлет, який спеціалузіється в марафонському бігу.
На світовій першості-2019 у Досі здобув «бронзу» в марафонському бігу.
Переможець Лондонського марафону (2022).